# 顧宗孟
顧宗孟（1590年—1641年），號巖叟，南直隸蘇州府長洲縣人，明朝政治人物。

## 生平
少丧父，母庄氏守节教之。万历四十六年（1618年）戊午科应天乡试第十三名举人，四十七年（1619年）中式己未科会试第二百六十三名，三甲第一百十名进士。吏部观政，授定海县知县，天启元年（1621年）有调援之役，定海兵怒其帅贪婪侵吞军饷，鼓噪劫掠，变起仓卒，顾宗孟至武场，谕以大义，即解散就伍，乃按籍抽选，严队进发，潜疏渠魁于巡抚正法。滨海多盗，潜侦关上多见擒，当事以为被虏冤民，行县释放，顾宗孟于众中忽识一人，叱之曰：“若非周某乎？”周某叩头请死，盖其先被擒，既释而复为盗者，立斩。四年（1624年）任浙江乡试同考官，五年（1625年）四月升广西道监察御史，定海县民攀留追送，同年巡视东城，论劾兵部尚书趙彥及其子趙昌胤与兵部职方司郎中方孔炤各启贿门武官有定价，并疏陈铨政，吏部文选司员外郎周順昌下诏狱，顾宗孟为其衣食之事尽心，六年（1626年）归里终养。崇祯五年（1632年）起为福建布政使司右参议，六年（1633年）以母老致仕归里终养，居丧哀毁，三年不御酒肉。十四年（1641年）卒，享年五十二岁，人称孝介先生。当时与文震孟、姚希孟并称“吴中三孟”。
墓在匠門塘，楊果撰墓誌銘。

## 家族
出自蘇州天賜莊支顧氏。曾祖顧良；祖父顧恆；父顧兩疏，庠生。